# Tomchei Temimim
Tomchei Temimim (in ebraico תומכי תמימים‎?, Sostenitori dei Puri) è la principale yeshiva (accademia talmudica) del movimento chassidico di Chabad-Lubavitch. Fondata nel 1896 nella città di Lubavitch dall'allora Rebbe alla guida del movimento, Rabbi Sholom Dovber Schneersohn. Oggi è diventata una rete mondiale di istituti per lo studio approfondito della Torah.

## Storia
Verso la fine del XIX secolo la posizione tradizionale dell'ebraismo ortodosso era in declino. Vari nuovi movimenti stavano erodendo il tessuto tradizionale della vita ebraica, specialmente le correnti dell'Haskalah e del sionismo. Molti studenti abbandonavano l'educazione della yeshiva per frequentare i licei e le università. Anche la struttura della yeshiva stava cambiando; non esisteva più quell'atmosfera di esclusiva devozione all'ebraismo, per il quale lo studio della Torah non è semplicemente l'acquisizione di una conoscenza ma un fine di per sé stesso. I venti dell'illuminismo spiravano, gli studenti leggevano libri considerati eretici dalle yeshivot e, per la prima volta, venivano esposti ad idee in contrasto con l'ebraismo ortodosso. Sempre più spesso gli studenti si ritrovavano a violare le leggi basilari dell'Halakhah e infine si univano ai detti movimenti secolari.
In opposizione a questa situazione Rabbi Sholom Dovber credette necessario fondare un nuovo tipo di yeshiva, nella quale venisse studiata regolarmente la filosofia chassidica (Chassidut) secondo la tradizione Chabad, immunizzando quindi i suoi studenti contro le vedute laiche considerate eretiche, che si diffondevano nel mondo ebraico ortodosso ed esprimendo la sua convinzione che gli studenti di questa nuova yeshiva (che chiamò temimim תמימים; sing. tamim תמים = puro, perfetto) sarebbero stati appropriatamente preparati a superare i problemi che affliggevano la comunità della yeshiva e gli ebrei in generale.

### Tempi caotici
Nel 1917 la rivoluzione bolscevica iniziò in Russia e in breve tempo praticamente ogni tipo di istruzione ebraica formale venne dichiarata illegale dai nuovi capi comunisti. La yeshiva si mise a funzionare in segreto, con gli insegnanti a rischio di pesanti condanne se scoperti: pene di dieci o più anni di lavori forzati in Siberia o condanna a morte effettuata da un plotone d'esecuzione. Decine di giovani rabbini pagarono questo caro prezzo per prolungare a tutti i costi la sopravvivenza dell'ebraismo nell'Unione Sovietica.
Quando Rabbi Yosef Yitzchok Schneersohn (il Rebbe Rayatz) uscì dall'Unione Sovietica, nel 1927, la yeshiva si ristabilì a Varsavia e successivamente a Otwock, in Polonia. Poi, durante la seconda guerra mondiale, il Rebbe fu fatto arrivare New York e la yeshiva prima venne messa a Shanghai, insieme ad alcune altre yeshivot (come la Mir yeshiva), e dopo negli Stati Uniti d'America, dove rimane tuttora.

### Oggi
La Yeshiva centrale oggi ha sede nel quartier generale mondiale Lubavitch, a 770 Eastern Parkway, con circa 400 studenti. Altre sedi della yeshiva, formalmente indipendenti ma riconosciute come parte di un'unica rete globale, sono presenti nelle città principali degli Stati Uniti, del Canada, Europa, Sud America, Sudafrica, Australia e Russia, con una catena distinta di yeshivot in Israele. Molte di queste sedi eseguono anche quelle funzioni necessarie per la celebrazione della Semicha e l'ordinazione dei propri studenti. Un notevole numero di diplomati della Tomchei Temimim continua a lavorare nell'ambito di Chabad, in Case Chabad o nell'istruzione ricoprendo i ruoli di shluchim ("emissari").

## Sulla Yeshiva
Rabbi Menachem Mendel Schneerson ebbe ad affermare che l'impatto di studiare alla Tomchei Temimim rimane per sempre:
Chiunque abbia studiato alla Tomchei Temimim rimane un Tamim, uno studente di Tomchei Temimim, per sempre.

## Orario tipico
Il seguente rappresenta un programma giornaliero tipico per gli studenti della Yeshiva Chabad:
- 7:30 a.m. - Chassidut - Filosofia chassidica (in alcuni paesi, come Israele e Australia, le prime classi iniziano alle 7:00 a.m.)
- 9:00 a.m. - preparazione alla preghiera, inclusa l'immersione Mikveh (per coloro che non l'hanno fatto prima delle 7:30 a.m.)
- 9:15 a.m. - Shacharis - Preghiere mattutine
- 10:15 a.m. - Colazione
- 11:00 a.m. - Iyun - Studio approfondito mattutino del Talmud
- 1:00 p.m. - Shiur (lezione) - gli studenti anziani frequentano queste lezioni meno spesso
- 2:00 p.m. - Mincha - preghiere pomeridiane
- 2:15 p.m. - Pranzo e periodo di refezione
- 3:30 p.m. - Talmud pomeridiano, compresa la revisione dello studio mattutino e uno studio talmudico meno profondo noto come girsa
- 6:00 p.m. - Studio dell'Halakhah
- 7:00 p.m. - Cena e periodo di refezione
- 8:00 p.m. - Seder serale: filosofia chassidica - Chassidut
- 9:30 p.m. - Ma'ariv - Preghiere serali
- 9:50 p.m. - Seder Inyanei Ge'ulah U'Moshiach - studio informale della Torah in relazione a temi messianici di redenzione (secondo le istruzioni di Rabbi M. M. Schneerson)
- 10:00 p.m. - Seder Sichos - studio informale dei discorsi pubblici di Rabbi M. M. Schneerson

## Sedi

### Stati Uniti
- Crown Heights (Brooklyn, New York) (sede centrale)
- Baltimora, Maryland
- Detroit, Michigan
- Los Angeles, California
- Miami, Florida
- Monsey, New York
- Morristown, New Jersey
- New Haven, Connecticut

### Israele
- Kfar Chabad
- Kiryat Gat
- Gerusalemme
- Lod
- Safad

### Altre località
- Melbourne -  Australia
- Sydney -  Australia
- Montréal, Québec -  Canada
- Brunoy (Parigi) -  Francia
- Londra -  Inghilterra
- Manchester -  Inghilterra
- Rostov -  Russia
- Johannesburg -  Sudafrica